# Bandiera rossa
Bandiera rossa (wł. czerwony sztandar), zwana także Avanti popolo w nawiązaniu do pierwszych słów – jedna z najsłynniejszych pieśni ruchu robotniczego, chwaląca czerwony sztandar – symbol socjalizmu i późniejszego ruchu komunistycznego. Napisana przez Carla Tuzziego w 1908 roku; muzykę zaś wzięto z lombardzkich pieśni ludowych.
Poza oryginalnym tekstem włoskim istnieją inne, kojarzone z poszczególnymi partiami socjalistycznymi i komunistycznymi. Dwie ostatnie linijki Evviva il comunismo e la libertà dołączono po dojściu Mussoliniego do władzy; w tym samym czasie oryginalny wstęp Compagni avanti alla riscossa (Towarzysze, naprzód ku wyzwoleniu) został zamieniony na Avanti o popolo, alla riscossa (Naprzód, ludu, ku wyzwoleniu). Często też zdarza się zamieniane comunismo na końcu refrenu na słowo socialismo.

## Fragment tekstu
Pierwsza zwrotka
Avanti o popolo, alla riscossa,

Bandiera rossa, Bandiera rossa.

Avanti o popolo, alla riscossa,

Bandiera rossa trionferà.
Refren
Bandiera rossa la trionferà

Bandiera rossa la trionferà

Bandiera rossa la trionferà

Evviva il comunismo e la libertà.

## Pieśń w kulturze
Śpiewa ją młodzież w filmie Dreszcze w reżyserii Wojciecha Marczewskiego, zderzając się z katolicką procesją Bożego Ciała.
Pojawia się w filmie Ubu Król w reżyserii Piotra Szulkina śpiewana przez głównego bohatera, namawiającego do wzniecenia buntu przeciw królowi.